# ジョナサン・ケープ
ジョナサン・ケープ（Jonathan Cape Ltd）は、イギリスの出版社。
1909年にハーバート・ジョナサン・ケープ（Herbert Jonathan Cape、1879年 - 1960年）がロンドンで創業したページ・アンド・カンパニー（Page & Co）を前身とする。1921年にジョナサン・ケープへ社名を変更し、主に小説や絵本を中心に出版している。代表的な出版物にはイアン・フレミングの『007』シリーズやヒュー・ロフティングの『ドリトル先生』シリーズ、アーサー・ランサムの『ツバメ号とアマゾン号』シリーズなどが存在する。
1987年にボドリー・ヘッド、ビラーゴ・プレスの2社と共にランダムハウスが買収し、現在はイギリスにおけるランダムハウス・グループの1社となっている。